# Steinhardt School of Culture, Education and Human Development
La Steinhardt School of Culture, Education and Human Development  est l'une des quatorze divisions de l'Université de New York (New York University, ou NYU). Fondée en 1890, elle constitue la plus ancienne école de formation des enseignants du pays.

## Histoire
Fondée en 1890 sous le nom de School of Pedagogy (école de pédagogie), la School of Education de l'Université de New York fut la première école professionnelle dédiée exclusivement à la formation des professeurs à être intégrée à une université américaine. En 1910, l'école créa la première chaire universitaire en éducation expérimentale des États-Unis. De 1920 à 1930, l'école a vu son nombre d'étudiants passer de 993 à 9 500, et en 1930, le Education building de Washington Square Village fut ouvert; l'école y possède toujours ses locaux aujourd'hui. Le nom de l'établissement changea en 2001 pour Steinhardt School of Education, en l'honneur d'un don de dix millions de dollars (la plus grande jamais reçue par une école) de Michael Steinhardt et son épouse Judy. En mars 2007, le nom est devenu Steinhardt School of Culture, Education and Human Development, pour refléter avec plus d'exactitude la diversité des formations proposées.

## Formations
L'école accueille environ 7 000 étudiants chaque année (2 400 undergraduates, et 4 300 étudiants en master ou en doctorat. Plusieurs centaines d'étudiants internationaux suivent des cours à Steinhardt chaque année. L'établissement engage plus de 250 professeurs, répartis dans onze départements académiques: 
- Département d'Administration, de Management et de Technologie (Department of Administration, Leadership and Technology)
- Département de Psychologie appliquée (Department of Applied Psychology)
- Département d'Art et des professions de l'Art (Department of Art and Art Professions)
- Département des Médias, de la Culture, et de la Communication (Department of Media, Culture, and Communication)
- Département de Lettres et de Sciences Humaines (Department of Humanities and Social Sciences)
- Département des professions de la Musique et des Arts du spectacle (Department of Music and Performing Arts Professions)
- Département de la Nutrition, de l'Agronomie et de Santé publique (Department of Nutrition, Food Studies and Public Health)
- Département d'ergothérapie (Department of Occupational Therapy)
- Département de Thérapie physique (Department of Physical Therapy)
- Département des pathologies du langage et d'audiologie (Department of Speech-Language Pathology and Audiology)
- Département d'Enseignement et d'Études (Department of Teaching and Learning)

Steinhardt accueillait également, jusqu'en automne 2005 l'école d'infirmières, avant qu'elle ne soit intégrée au New York University College of Dentistry. Chaque année, l'établissement reçoit plus de trente millions de dollars de fonds annuels pour la recherche, et selon un classement de l'U.S. News Graduate School, l'école de classe au onzième rang des écoles d'enseignement des États-Unis Certains de ses programmes comme la musique ou l'ergothérapie sont régulièrement classés parmi les dix meilleurs du pays.

## Étudiants célèbres
- Ian Axel (en) et Chad King du groupe A Great Big World
- Elmer Bernstein
- Cy Coleman
- Betty Comden
- Daniela Cuevas
- Nicole Fthenakis
- Tania León
- Enoch Light
- Jerrold Ross
- John Patrick Shanley
- Wayne Shorter